# 斑點短糯鰻
斑点短糯鳗（学名：Coloconger maculatus），是倭糯鳗科短尾康吉鰻屬（倭糯鰻属）的一种。模式标本采集自台湾台东市富冈渔港。

## 鉴别特征
模式标本雌性，全长（TL）520毫米。尾部后部有大的黑色斑点且尾部后端为白色。头小，头长为全长的15.7%。头部感觉孔发达：颞上部4个，中间2对；眼上部7个，2个位于后鼻孔上方；眼下部12或14个；鳃颌前部14个。背鳍鳍条226条，臀鳍鳍条122条；肛门前脊椎骨77个，脊椎骨总数145；口裂达眼后缘下方；吻短于眼径；胸鳍和背鳍起点之间的距离为胸鳍长度的69.4%；身体背部呈棕灰色，腹部浅灰色，背鳍深灰色。